# Lockheed Martin X-55
Lockheed Martin X-55 Advanced Composite Cargo Aircraft (ACCA) přezdívaný také jako Carbon Comet je experimentální dvoumotorový transportní letoun. Jehož cílem bylo demonstrovat možnosti využití kompozitních materiálů pro stavbu letounů a také ověřit významné snížení potřebného času a nákladů na výrobu. Letoun navržený výzkumnou laboratoří letectva Spojených států amerických (AFRL), byl postaven leteckou společností Lockheed Martin v oddělení Advanced Development Programs (Skunk Works) v kalifornském Palmdale.

## Konstrukce
Konečný návrh X-55 je založený na letounu Fairchild Dornier 328. Trup letounu Fairchild Dornier 328JET, který byl původně vyroben z hliníkových slitin byl z větší části nahrazen nově navrženým trupem. Nová konstrukce trupu široce využívala pokročilé kompozitní materiály, které byly vybrané tak, aby umožňovaly vytvrzování mimo autokláv (průmyslové) při nižších teplotách a tlacích než předchozí materiály. Materiál, který byl označen při výrobě dostal označení MTM45-1 a jádrem z Nomexu.
Konstrukci kompozitního trupu vznikla složením dvou skořepin, které se skládaly z horního a spodního dílu, které byly kromě spoje propojeny také díky vnitřním žebrům.
K trupu byla později připojeny i další díly složené z kompozitních materiálů vertikálního stabilizátoru, kryty podvozku, zadní nákladová rampa aj. Z původního trupu byla zachována přední část letounu obsahující pilotní kabinu až po sekci se vstupními dveřmi. Ta byla obohacena o upevňovací prvky, které jsou použíté ke spojení přední a nové zadní části letounu. Byly také zachovány křídla, vodorovné ocasní plochy a motory z původního letounu. Poháněn byl dvojicí dvouproudových motorů Pratt & Whitney PW306B.
Ve srovnání s původními kovovými součástmi byla kompozitní struktura letounu složena z přibližně 300 částí oproti 3 000 kovových dílů. Kompozitní konstrukce také využila přibližně pouhých 4 000 spojovacích dílů ve srovnání se 30 000 až 40 000 spojovacími prvky, které by byly potřeba pro celokovovou konstrukci.
Letoun byl pro účely testování vybaven zhruba 600 akcelerometry a tenzometry.
Po připojení ke stávající příďové části je trup dlouhý 55 stop (16,8 m) a průměr 9 stop (2,74 m).
Nový rozšířený trup umožňoval přepravu dvou vojenských palet NATO 463L, které bylo možné naložit přes zádní nákladovou rampu.

## Vznik a vývoj
V 90. letech 20. století si AFRL všimla, že existuje potenciál pro začlenění pokročilých kompozitních materiálů, které by mohly do letectví přinést snížení konstrukční hmotnosti letadel ve srovnání s konvenční konstrukcí. A rovněž, že průmysl váhá s jejich implementací. AFRL následkem toho přišlo s iniciativou 
Composite Affordability Initiative (CAI). Ta propojila organizace AFRL, NASA s výrobci Bell Helicopter, Boeing, Lockheed Martin a Northrop Grumman, které spolupracovaly na vývoji technologií Jejich spolupráce probíhala po dobu nejméně 10 let. V návaznosti na tuto iniciativu chtěla AFRL postavit letoun, který dostal označení Advanced Composite Cargo Aircraft. ACCA byl letoun určený k demonstraci použití pokročilých kompozitních materiálů v trupu jinak konvenčního hornoplošného dopravního letounu.
Uvedení letounu X-55 do sériové výroby není v plánu.
Návrh společnosti Lockheed Martin pro 2. fázi Advanced Composite Cargo Aircraft (ACCA) byl upřednostněn před návrhem Aurora Flight Sciences založeným na Antonovu An-72 v roce 2007. Návrh letounu trval 5 měsíců. Od dubna 2008 probíhala výroba trupu. První let upraveného letounu se očekával v průběhu zimy na přelomu let 2008/2009. Kvůli „závadě“ při výrobě kompozitního trupu však tento plán selhal. Zpoždění bylo způsobeno neuspokojivým spojením potahu na spodní části trupu, což si vyžádalo zhotovení druhého trupu. Stavba letounu trvala přibližně 20 měsíců.
V březnu roku 2009 zahájil Lockheed pozemní testy s letounem ACCA. První let absolvoval v zařízení Advanced Development Programs společnosti Lockheed Martin (Air Force Plant 42) v Palmdale 2. června 2009. Při tomto letu vystoupal letoun do výšky přibližně 10 000 stop (3 048 m). První let trval přibližně 87 minut a osádka při něm vyzkoušela chování letounu.
Během zkušebních letů 13. července a 8. srpna letoun operoval v rozšířené letové obálce pro získání dalších aerodynamických dat. 17. září přešel letoun do 3. fáze programu, při které mohl létat už v jeho úplné letové obálce. Tato fáze testování se zaměřovala na prověření konstrukce, její spolehlivosti a životnosti a ACCA se stal letovou zkušebnou pro zkoušení dalších technologií.
V říjnu 2009 bylo demonstrátoru ACCA přiděleno označení X-55A od USAF.
Pomocí letounu X-55 se podařilo ověřit technologie, které vedou ke zjednodušení konstrukce letadel, urychlení jejich konstrukce, snížení nákladů na výrobu a současně ke zlepšení výkonu letadla. Lockheed odhadl snížení nákladů na letoun o 25 % a více.

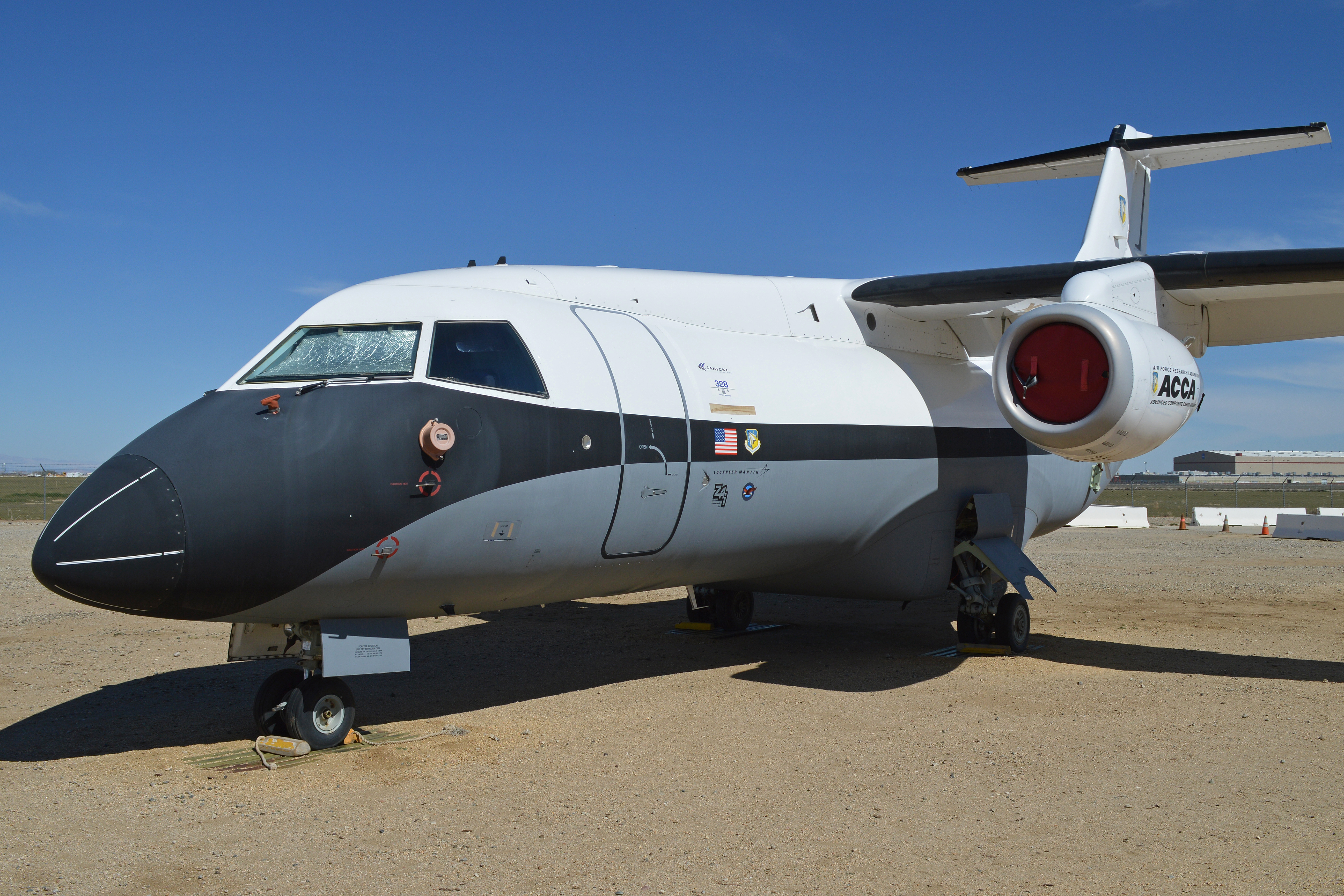
X-55 (N807LM) vystavený na letišti Joe Davies Heritage Airpark

Letoun X-55  je vystaven na letišti Joe Davies Heritage Airpark v Palmdale v Kalifornii. 

## Specifikace
Technické údaje
- Délka: 16,8 m (55 stop)[2]
- Pohonná jednotka: 2× Dvouproudový motor Pratt & Whitney PW306B